# Neil Adams (Judoka)
Neil Adrian Adams, MBE (* 27. September 1958 in Rugby, Warwickshire) ist ein ehemaliger englischer Judoka, der mehrere olympische Medaillen und Weltmeistertitel errang.

## Biografie

### Jugend
Adams besuchte die Myton School in Warwick. Er trainierte in seiner Kindheit Judo mit seinem Bruder Christopher Adams, der später in den Vereinigten Staaten als Wrestler „Gentleman“ Chris Adams bekannt wurde. Adams wurde zunächst von seinem Vater trainiert. Als er mit 16 Jahren nach London zog, wurde der britische Judopionier Brian Jacks sein Trainer. Mit 18 Jahren nahm er an den Jugendweltmeisterschaften 1976 teil und belegte den dritten Platz.

### Profikarriere
Zu seinen sportlichen Erfolgen zählen eine Goldmedaille bei der Weltmeisterschaft im Judo 1981 in Maastricht, Niederlande und Silbermedaillen bei den Olympischen Sommerspielen 1980 und 1984, sowie bei der Weltmeisterschaft 1983. Er war außerdem fünffacher Europameister.
Er war der erste männliche Brite, der jemals einen Weltmeistertitel im Judo errang und ebenso der erste männliche Brite, der gleichzeitig einen Weltmeister- und einen Europameistertitel hielt. Am 20. September 2008 erreichte er mit 49 Jahren, kurz vor seinem fünfzigsten Geburtstag, den 8. Dan. 1983 wurde ihm der Orden Member of the Order of the British Empire verliehen. Zum Abschluss des Paris Grand Slam am 10. Februar 2019 wurde Neil Adams der 9. Dan verliehen.
Adams wurde auch in Japan bekannt und erhielt dort den Spitznamen Happo Bigin („Jedermanns Freund“).

### Trainer
1996 war Neil Adams Trainer des englischen Judoteams bei den Olympischen Sommerspielen in Atlanta. Bei den Olympischen Sommerspielen 2000 war er als Kommentator tätig.
Im März 2009 trat er als Trainer der Welsh Judo Association zurück, eine Position, die er seit einigen Jahren ausübte und die er von Keven Williams vermittelt bekommen hatte.
Neil Adams gründete die Martial-Arts-Schule Neil Adams Effective Fighting Ltd., die Seminare auf der ganzen Welt anbietet, und den Versandhandel Fighting Films, der sowohl Judozubehör als auch verschiedene DVDs mit Kämpfen, sowie Schul- und Übungs-DVDs anbieten.
Neil Adams hatte mehrere Auftritte im britischen Fernsehen. So trat er 1982 und 1985 in der BBC-Show Superstars auf und belegte dort einmal den sechsten (1982) und einmal den vierten Platz (1985). In den 2000ern trat er außerdem als Judotrainer in der Celebrity-Show The Games auf Channel 4 auf.

## Privatleben
Adams ist mit Nikki Adams (geb. Jenkins) verheiratet. Seine Frau ist ebenfalls Judoka und war im kanadischen Olympiateam. Die beiden haben zwei gemeinsame Töchter und einen Sohn.

## Titel
- Judo-Europameisterschaften:
1978 in Helsinki: 3. (Leichtgewicht -71 kg)
1979 in Brüssel: 1. (Leichtgewicht -71 kg)
1980 in Wien: 1. (Halbmittelgewicht -78 kg)
1982 in Rostock: 3. (Halbmittelgewicht -78 kg)
1983 in Paris: 1. (Halbmittelgewicht -78 kg)
1984 in Lüttich: 1. (Halbmittelgewicht -78 kg)
1985 in Hamar: 1. (Halbmittelgewicht -78 kg)

- Judo-Weltmeisterschaften:
1979 in Paris: 3. (Leichtgewicht -71 kg)
1981 in Maastricht: 1. (Halbmittelgewicht -78)
1983 in Moskau: 2. (Halbmittelgewicht -78 kg)
1985 in Seoul: 3. (Halbmittelgewicht -78 kg)

- Olympische Spiele:
1980 in Moskau: 2. (Leichtgewicht -71 kg)
1984 in Los Angeles: 2. (Halbmittelgewicht -78 kg)